# 五貫目町
五貫目町（ごかんめちょう）は、神奈川県横浜市瀬谷区の地名。丁番のない単独町名である。住居表示未実施区域。

## 地理
瀬谷区北部に位置する。北で東京都町田市鶴間、東で北町、南東の道路上の一点で上瀬谷町、南で目黒町、西で大和市下鶴間と隣接する。近隣に、国道246号や国道16号などの幹線道路があり、横浜インナーパークや工場関係の施設が多く点在していたが、住鉱シポレックス（旧シポレックス製造）横浜工場跡に2003年マークスプリングスができ、住宅地として生まれ変わった。2012年現在も物流関係の倉庫が多く残る。

## 歴史
- 1974年（昭和49年）8月12日 - 設置。町界町名地番整理事業の施行にともない、瀬谷町の一部から新設された[6]。
- 1986年（昭和61年）2月1日 - 大和市との境界を変更する（境川の流路に合わせる変更）[7]。

### 地名の由来
江戸時代の初期に年貢の石高が五貫目と定められ、それが字名となったという。昭和49年の新設の際の町名は字名を採った。

## 世帯数と人口
2025年（令和7年）6月30日現在（横浜市発表）の世帯数と人口は以下の通りである。
| 町丁     | 世帯数    | 人口    |
| -------- | --------- | ------- |
| 五貫目町 | 1,289世帯 | 2,798人 |

### 人口の変遷
国勢調査による人口の推移。
| 年                 | 人口  |
| ------------------ | ----- |
| 1995年（平成7年）  | 611   |
| 2000年（平成12年） | 736   |
| 2005年（平成17年） | 2,812 |
| 2010年（平成22年） | 2,924 |
| 2015年（平成27年） | 2,960 |
| 2020年（令和2年）  | 2,925 |

### 世帯数の変遷
国勢調査による世帯数の推移。
| 年                 | 世帯数 |
| ------------------ | ------ |
| 1995年（平成7年）  | 234    |
| 2000年（平成12年） | 301    |
| 2005年（平成17年） | 1,002  |
| 2010年（平成22年） | 1,072  |
| 2015年（平成27年） | 1,073  |
| 2020年（令和2年）  | 1,159  |

## 学区
市立小・中学校に通う場合、学区は以下の通りとなる（2024年11月時点）。
| 番地 | 小学校               | 中学校             |
| ---- | -------------------- | ------------------ |
| 全域 | 横浜市立上瀬谷小学校 | 横浜市立瀬谷中学校 |

## 事業所
2021年（令和3年）現在の経済センサス調査による事業所数と従業員数は以下の通りである。
| 町丁     | 事業所数 | 従業員数 |
| -------- | -------- | -------- |
| 五貫目町 | 72事業所 | 1,442人  |

### 事業者数の変遷
経済センサスによる事業所数の推移。
| 年                 | 事業者数 |
| ------------------ | -------- |
| 2016年（平成28年） | 74       |
| 2021年（令和3年）  | 72       |

### 従業員数の変遷
経済センサスによる従業員数の推移。
| 年                 | 従業員数 |
| ------------------ | -------- |
| 2016年（平成28年） | 1,554    |
| 2021年（令和3年）  | 1,442    |

## 交通

### バス
- 神奈川中央交通
  - 横04：鶴間駅東口 - 瀬谷入口 - 鶴ヶ峰駅（経由）･横浜駅西口方面
  - 南02：南町田グランベリーパーク駅 -（直行）- マークスプリングス
  - 南03：南町田グランベリーパーク駅 → 大ヶ谷戸 → マークスプリングス
  - 瀬03：瀬谷駅 - マークスプリングス

## その他

### 日本郵便
- 郵便番号 : 246-0008[3]（集配局：瀬谷郵便局[17]）。

### 警察
町内の警察の管轄区域は以下の通りである。
| 番・番地・地域等 | 警察署     | 交番・駐在所 |
| ---------------- | ---------- | ------------ |
| 全域             | 瀬谷警察署 | 目黒交番     |